# تاباتشولا
تاباتشولا، غواتيمالا هي مدينة، تتبع بلدية تاباتشولا، هي عاصمة بلدية تاباتشولا، بلغ عدد سكانها 348٬156  نسمة، في 2015.

## أعلام
- لويس أرماندو ميلجار برافو
- مارتين إدواردو زونيغا
- هيكتور فرانكو لوبيز